# Spadochron
Spadochron è l'album di debutto della cantante polacca Mela Koteluk, pubblicato l'8 maggio 2012 su etichetta discografica EMI Music Poland.

## Tracce
1. Dlaczego drzewa nic nie mówią – 4:32
2. Spadochron – 3:42
3. O domu – 3:55
4. Działać bez działania – 3:47
5. Niewidzialna – 4:51
6. Melodia ulotna – 4:03
7. Stale płynne – 2:06
8. Wolna – 3:51
9. Rola gra – 4:30
10. Pojednanie – 3:59
11. Nie zasypiaj – 3:56
12. In the Meantime – 4:03

## Classifiche
| Classifica (2015) | Posizione massima |
| ----------------- | ----------------- |
| Polonia           | 1                 |